# Île d'Herville
L'île d'Herville est une île située sur la Seine appartenant aux communes de Guernes et Rolleboise.

## Description
Elle s'étend en arc de cercle sur près de 1,5 km de longueur pour une largeur d'environ 320 m. Elle est entièrement cultivée. 
Elle est reliée à la rive droite de la Seine, au nord-est par un pont.